# Хонорий IV
Папа Хонорий IV (на латински: Honorius PP IV) роден Джакомо Савели (на италиански: Giacomo Savelli) е глава на Римокатолическата църква от 1285 г. до смъртта си, 177-ият папа в традиционното броене